# 今西洋
今西 洋（いまにし ひろし、1897年5月25日 - 1957年1月9日）は日本の陶芸家。国画会会員。本名：今西末太郎

## 略歴
1897年、奈良県丹波市町（現在の天理市）の茶貿易商今西安太郎の次男として生まれる。
1915年、奈良県立旧制郡山中学（現在の郡山高校）を卒業。

在学中より親交のあった大和・安堵村の富本憲吉のもとで教えを受け作陶をはじめる。
その後、長崎県波佐見中尾山に仕事場を構え、九州伊万里ほか全国地名の窯場を遍歴し古陶磁器文様の研究を行い、更に、朝鮮・満州・中国各地の窯場を視察し、独自の作風を打ち立てる。特に古窯からの「くらはんか」系の破片研究に努め、柳宗悦に”今の所今西君ほど實物を澤山見てゐる人は他にないと思ふ。”と書かれた。
また、今西洋が波佐見で収集した「くらわんか茶碗（くらわんか碗）」の破片などを富本憲吉が今西洋の仕事場（大和富雄）で「肥前中尾山　茶碗集」としてスケッチし、雑誌「工藝」に寄稿する。
1933年ごろから高畑サロンにて志賀直哉と親交を結び、高畑の志賀邸を訪問したり、志賀氏が今西宅に遊びに来られたりする。
1935年、奈良県内の各地を探索の末、秋篠寺西南に良い陶土を見つけ、三連の登り窯を築窯、「大和秋篠窯」を築く。（現在の秋篠窯）

またこのころ、東京・関西・大連などで作品展を開催。
1936年2月、かねてより親交のあった柳宗悦に頼まれ、雑誌「工藝」六十二号に「波佐見雑感」を寄稿。
1942年、造形美術を目的とし、姉けい子とともに澤田美喜子、岸田麗子らと「日本文化芸術協会〔扶桑会〕」の設立に努力し、東京上野の美術館で展覧会を開催する。
1945年、武者小路実篤と大阪三越で「二人展」を開催。